# ハルモニー・ミサ
『ハルモニー・ミサ 変ロ長調』Hob.XXII:14（ドイツ語: Harmoniemesse）は、フランツ・ヨーゼフ・ハイドンが1802年に作曲したミサ曲。ハイドンの後期六大ミサ曲の最後の曲であり、70歳に達したハイドンによって書かれた最後の大作でもある。
「ハルモニー」とは管楽器のことで（ハルモニームジークを参照）、本作では管楽器が最大規模に達している。1802年9月8日にアイゼンシュタットのベルク教会で初演された。
それまでのハイドンのミサ曲とは、キリエとベネディクトゥスの速度が逆になっている。
演奏時間は約40分。

## 編成
- ソプラノ、アルト、テノール、バス独唱、4部合唱。
- フルート1、オーボエ2、クラリネット2、ファゴット2、ホルン2、トランペット2、ティンパニ、弦楽器、オルガン

## 構成

### Kyrie
3⁄4拍子。この時期のほかのミサ曲と異なり、全曲ゆっくりとした音楽になっている。

### Gloria
冒頭の華やいだ部分はソプラノ独唱ではじまり、合唱によって続けられる。「Gratias」は3拍子のおだやかな曲で、アルト、ソプラノ、テノール、バス独唱者たちによって順に歌われる。つづけて同じ速度で「Qui tollis」が合唱によって歌われる。「Quoniam」からトランペットのファンファーレをともなって高速になり、そのままアーメン・フーガに突入する。

### Credo
合唱による快速な部分についで、3拍子の静かな「Et incarnatus」がソプラノ独唱ではじめられる。「Et resurrexit」は再び合唱による快速な部分になる。曲は短調ではじめられ、途中にトランペットのファンファーレが挿入される。6⁄8拍子のアーメン・フーガで終わる。

### Sanctus
3拍子のゆったりとした合唱曲。「Pleni sunt」から速くなる。

### Benedictus
「Molto allegro」と指定されており、それまでのハイドンのミサ曲では緩徐楽章であったのと全く異なっている。途中でフーガ調の箇所を経る。ホザンナ部分は「Sanctus」のものと共通する。

### Agnus Dei
3拍子のゆっくりした合唱ではじまる。この曲の動機は交響曲第98番の第2楽章と共通している（モーツァルトの戴冠ミサのアニュス・デイとも共通する）。「Dona nobis」は金管楽器のファンファーレではじまって盛大に展開する快速な音楽である。